# 茅鴟
《茅鴟》是一首先秦逸詩，篇名見於《左傳·襄公二十八年》，全詩已散佚。內容為藉由茅鴟諷刺無禮之人，風格與《詩經》相仿。
丘光庭《兼明書》有《補茅鴟》一首，係依據《詩經》體式和想象力編撰而成。